# Mambasa (territoire)
Le territoire de Mambasa est une entité administrative déconcentrée de la province de l'Ituri en république démocratique du Congo. 

## Géographie
Le territoire de Mambasa s'étend à l'ouest de la province de l'Ituri.

## Commune
Le territoire compte une commune rurale de moins de 80 000 électeurs.
- Mambasa, (7 conseillers municipaux)

## Chefferies
Il est composé de 7 collectivités (7 chefferies et aucun secteur), constituées de 34 groupements :  
| Subdivision     | Statut    |
| --------------- | --------- |
| Babila-Babombi  | Chefferie |
| Babila-Bakwanza | Chefferie |
| Bandaka         | Chefferie |
| Bombo-Bagumba   | Chefferie |
| Mambasa         | Chefferie |
| Walese-Dese     | Chefferie |
| Walese-Karo     | Chefferie |